# 日本テレワーク協会
一般社団法人日本テレワーク協会（にほんテレワークきょうかい）は、日本の社団法人。元総務省・経済産業省・厚生労働省・国土交通省の4省所管。

## 概要
テレワークの普及・啓発を目的として活動する。協会の理念は「IT（情報通信技術）を活用した場所や時間にとらわれない柔軟な働き方であるテレワークを、広く社会に普及・啓発することにより、個人に活力とゆとりをもたらし、企業・地域が活性化できる調和のとれた日本社会の持続的発展に寄与する」ことである。
設立当初の団体名が「日本サテライトオフィス協会」であったことからもわかるように、当初は企業に勤務するサラリーマンの在宅勤務やサテライト・オフィスの活用に関する情報提供などを主に取り扱っていたが、その後いわゆるSOHOやモバイルワークが普及し世間に認知されるようになったため、現在はそれらも含めた広い意味でのテレワークを取り扱うようになっている。
類似名のテレビ制作会社・日本テレワークとは関連はない。

## 沿革
- 1991年1月 「日本サテライトオフィス協会」の名称で設立。当時は任意団体だった。
- 1993年6月 公益法人としての認可を得て社団法人に改組。
- 2000年1月 現在の「日本テレワーク協会」に名称を変更。
- 2013年4月1日 一般社団法人に移行。